# Tsitsi Dangarembga
Tsitsi Dangarembga (Bulawayo, Zimbabue, 1959 - ) escritora y cineasta reconocida por ser referente del feminismo en el continente africano, así como por llevar la realidad social de su país al mundo entero a través de su trabajo.

## Biografía
Nació en Rodesia, la actual Zimbabue, el 4 de febrero de 1959, aunque pasó una parte de su infancia en Inglaterra. Si bien comenzó su educación ahí, la concluyó en el Hartzell High School, una escuela misionera en la ciudad de Umtali (ahora Mutare). Posteriormente, estudió medicina en la Universidad de Cambridge pero, debido al racismo y a la soledad que experimentó en Inglaterra, decidió volver a Zimbabue unos meses antes de la independencia de su país.
Estudió psicología en la Universidad de Zimbabue mientras trabajó, durante dos años, en una agencia de marketing como redactora. Esta experiencia le permitió adquirir una muy buena base en el ámbito de la escritura y la redacción. Escribió una gran cantidad de obras como The lost of the Soil y también se unió a un grupo al grupo de teatro Zambuko, donde participó en la producción de dos obras: Katshaa y Mavambo.
En 1985 publicó una pequeña historia en Suiza llamada The Letter, así como la obra She does not weep in Harare, pero será en 1987 cuando recibirá el reconocimiento por su novela Nervous Conditions (Condiciones Nerviosas), que ganó la sección africana del Premio de Escritores de la Commonwealth. En 1989 era considerada una de las 12 mejores escritoras africanas. Dangarembga continuó sus estudios en Berlín, en la Deutsche Film- und Fernsehakademie, donde se formó como directora de cine y produjo numerosas películas así como un documental para la televisión alemana. En 2002, a raíz de la proliferación de concursos de belleza, fundó el Festival de Imágenes de Películas para promover la diversidad narrativa de y sobre mujeres. En mayo de 2016 fue seleccionada por el Centro Bellagio de la Fundación Rockefeller por su programa de Artistas en Residencias 2015.
En octubre de 2021, Tsitsi Dangarembga recibió el Premio de la Paz de la Feria del Libro de Frankfurt. Este prestigioso premio, dotado con 25.000 euros de recompensa, es uno de los más importantes del mundo editorial.
En junio de 2022, se emitió una orden de arresto en el centro de Tsitsi Dangarembga. Está siendo procesada en particular por incitación a la violencia pública y violación de las normas anti-Covid tras una manifestación antigubernamental organizada a finales de julio de 2020.

## Novelas
Entre sus muchas publicaciones destaca su libro Nervous Conditions, fue publicado por Women Press y narra la historia de una familia (se apunta que es una autobiografía) en la Rodesia postcolonial en 1960. En ella se desarrollan temáticas tan poco analizadas como las razas y el género, así como las dificultades que sufría una mujer negra en este periodo de su país respecto a la posición opresora de los hombres. Es el primer libro de una trilogía y aunque fue la publicación que la lanzó a la fama, podemos destacar de la trilogía el segundo libro que lanzó en 2006 de esta saga titulado The Book of Not.

## Cinematografía
Destaca como escritora del guion de la película Neria, que narra los problemas existentes en su país a través de una historia familiar, aunque su película más famosa es Everyone’s a Child, que se centra en los problemas de vida de los niños especialmente relacionados con el SIDA. En ella, dos hermanos devastados por la muerte de sus padres, tienen que enfrentarse a un duro camino hacia la madurez en el que se verán solos y tienen que buscarse la vida en la gran ciudad así como cuidar de sus hermanos pequeños. En ese momento veremos cómo nuestros protagonistas se verán afectados por enfermedades de transmisión sexual tan extendidas como el SIDA, reflejando así abusos sexuales y una falta de conciencia para incentivar las relaciones sexuales seguras.

## Conciencia social y política

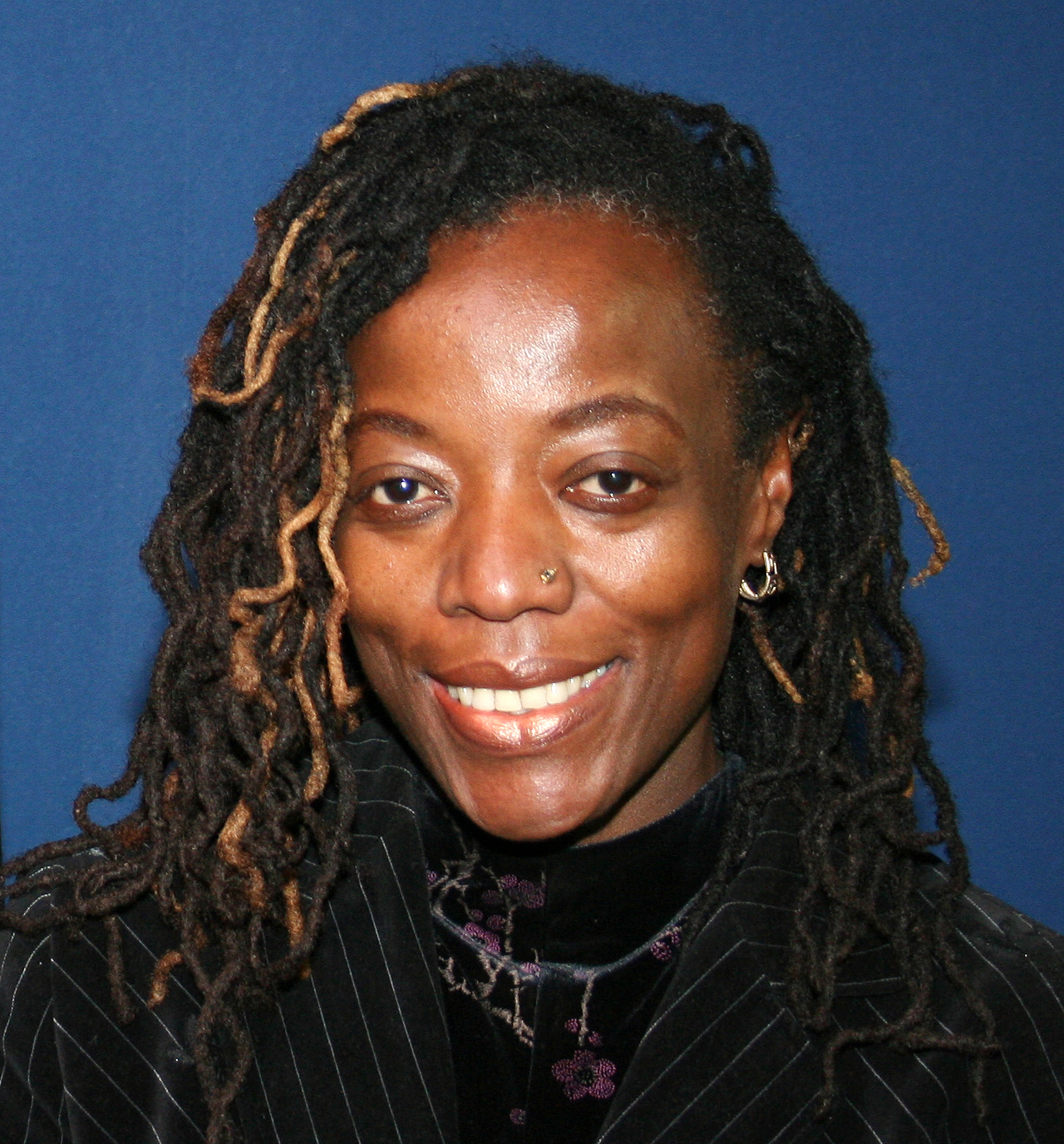
Tsitsi Dangarembga 2006.

Tsitsi es una persona muy comprometida con las luchas sociales, por lo que siempre se ha posicionado de forma crítica frente a los modelos establecidos. Podemos destacar sus debates sobre la educación, política y feminismo especialmente centrando el discurso en Zimbabue, su país.
Si nos centramos en el ámbito educativo, ella defiende la remodelación de la enseñanza hacia un aprendizaje más creativo y estimulante para huir del antiguo sistema que se fundamentaba en la memoria y la repetición. Así, ella argumenta que:
‘’Los currículos de las escuelas primarias y secundarias en la mayoría de los países africanos son fuente de cierta desesperación. Tuve que trabajar muy duro como madre para complementar las cosas que mis hijos estaban aprendiendo con una actividad mental más estimulante y creativa. Creo que el asunto es más profundo que el plan de estudios. Se remonta a la filosofía de la educación. Si bien deseábamos que los viejos sistemas opresivos se revisaran en la independencia en nuestros países, esto no sucedía a menudo. El tipo de educación que se había desarrollado predominantemente para producir sirvientes de un sistema opresivo no cambió. Como nuestros líderes eran productos de ese sistema, es comprensible que lo hayan encontrado y, a menudo, les resulta difícil mirar más allá del universo mental que fue construido en ellos por ese tipo de educación. (…)La creatividad y el pensamiento analítico independiente fueron suprimidos en favor del aprendizaje memorístico y la repetición sin sentido. Estamos sufriendo las consecuencias de eso hasta el día de hoy. ’’
Como feminista y activa luchadora de los derechos de las mujeres de su país, Tsitsi argumenta que se debe empoderar a las mujeres para que el sistema opresor se debilite, subrayando siempre que el feminismo africano es muy distinto del occidental al mezclarse el concepto y la opresión de las diversas etnias y razas con la opresión machista. Un ejemplo de su pensamiento feminista sería la respuesta que dio cuando le preguntaron que qué era, para ella, el feminismo:
‘’El feminismo significa para mí encontrar las formas de vivir una vida empoderada que no esté encadenada por el género para mí y para otras mujeres, de tal manera que contribuya a desmantelar los sistemas que buscan debilitar el poder sobre la base del género.
El feminismo africano es distinto de otros feminismos debido a su intersección con la raza en los cuerpos y la experiencia de las mujeres africanas. Como feminista africana, tengo que relacionarme con cómo la raza trabaja para quitarme el poder como persona de color, y también con cómo el género funciona para quitarme el poder como mujer. Tengo que comprometerme con las especificidades de la existencia que surgen de esta intersección. Esto es algo que otras feministas no tienen que negociar en la experiencia, por lo que no pueden teorizar desde la perspectiva de las condiciones de vida. Esta no es la única base para la teoría, pero creo que es tan válida como la experimentación controlada o la investigación exhaustiva. Tengo que encontrar soluciones a los aspectos negativos que conlleva la condición de ser una mujer afroestadounidense, así como encontrar maneras de abrazar de manera sana cualquier aspecto positivo que pueda resultar. La verdad es, sin embargo, que es difícil aceptar los aspectos positivos de una manera sana, porque la mayoría de las veces lo positivo es creado por quien tiene el poder por lo que te impondrá ciertas expectativas de ti como una mujer africana negra, con mayor frecuencia. Las expectativas unilaterales están en la naturaleza del poder. ’’
Cuando se le pregunta sobre la política de su país, Tsitsi habla sobre la falta de conciencia del africano. Esto lleva a una apropiación cultural por parte de los sistemas de opresión de la identidad africana. Según su argumentación, Tsitsi cree que esta falta de conciencia es lo que lleva a que los sistemas opresivos eliminen cualquier capacidad de autoconciencia del individuo, erradicando a su vez una posible capacidad de lucha activa. En sus palabras y aludiendo a Freud desarrolla esta idea:
'’Para saber lo que quieres, debes saber quién eres y qué hay disponible. Apliqué el concepto freudiano de falta a dimensiones distintas del género donde existe una polaridad. Por lo tanto, en la dimensión racial, los africanos se socializan en la falta. Debido a que estamos socializados para percibir a nosotros mismos como la carencia personificante, nada de lo que obtenemos de "poner allí" puede ser satisfactorio. La única solución es comenzar con la fuente de la falta misma, que está en el imaginario. Los sistemas de poder lo entienden muy bien. Esta es la razón por la cual todos los sistemas de poder mantienen un dominio absoluto sobre la producción cultural. ’’
Además, como activista, ha dado numerosas charlas sobre la política nacional de su país donde siempre ha remarcado el empoderamiento del pueblo frente a una clase política que no mira por ellos, destacando la charla que dio en TEDx en Harare. Otro punto fuerte de sus entrevistas es la defensa de Zimbabue como potencia en la industria cinematográfica frente a otros gigantes como Hollywood.

## Filmografía
- Everyone's Child, 1996
- Kare Kare Zvako, (corto), 2004